# Jan Karel Kovář
Jan Karel Kovář, také  Johann Karl Kowarz nebo Kowarsch (asi 1709 Praha – 11. ledna 1749 Praha) byl český malíř období rokoka

## Život

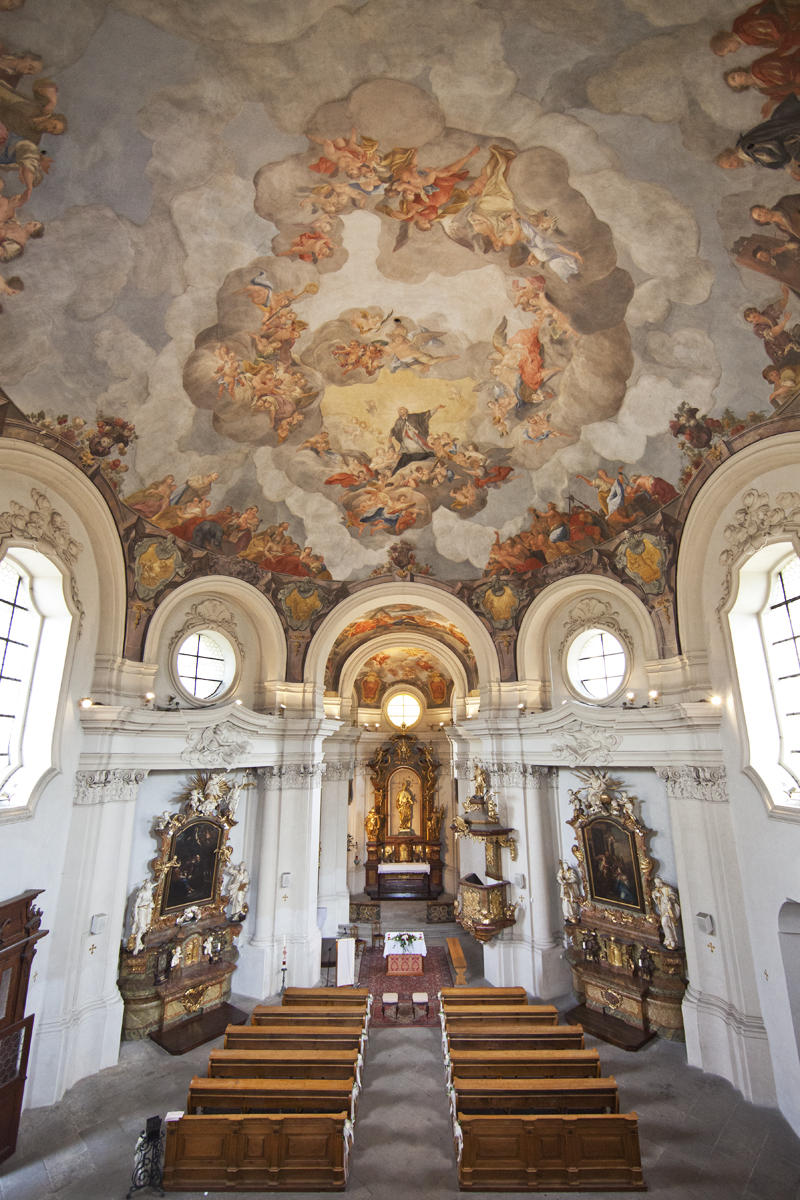
Apoteóza sv. Jana Nepomuckého, freska v kostele sv. Jana Na Skalce, Praha

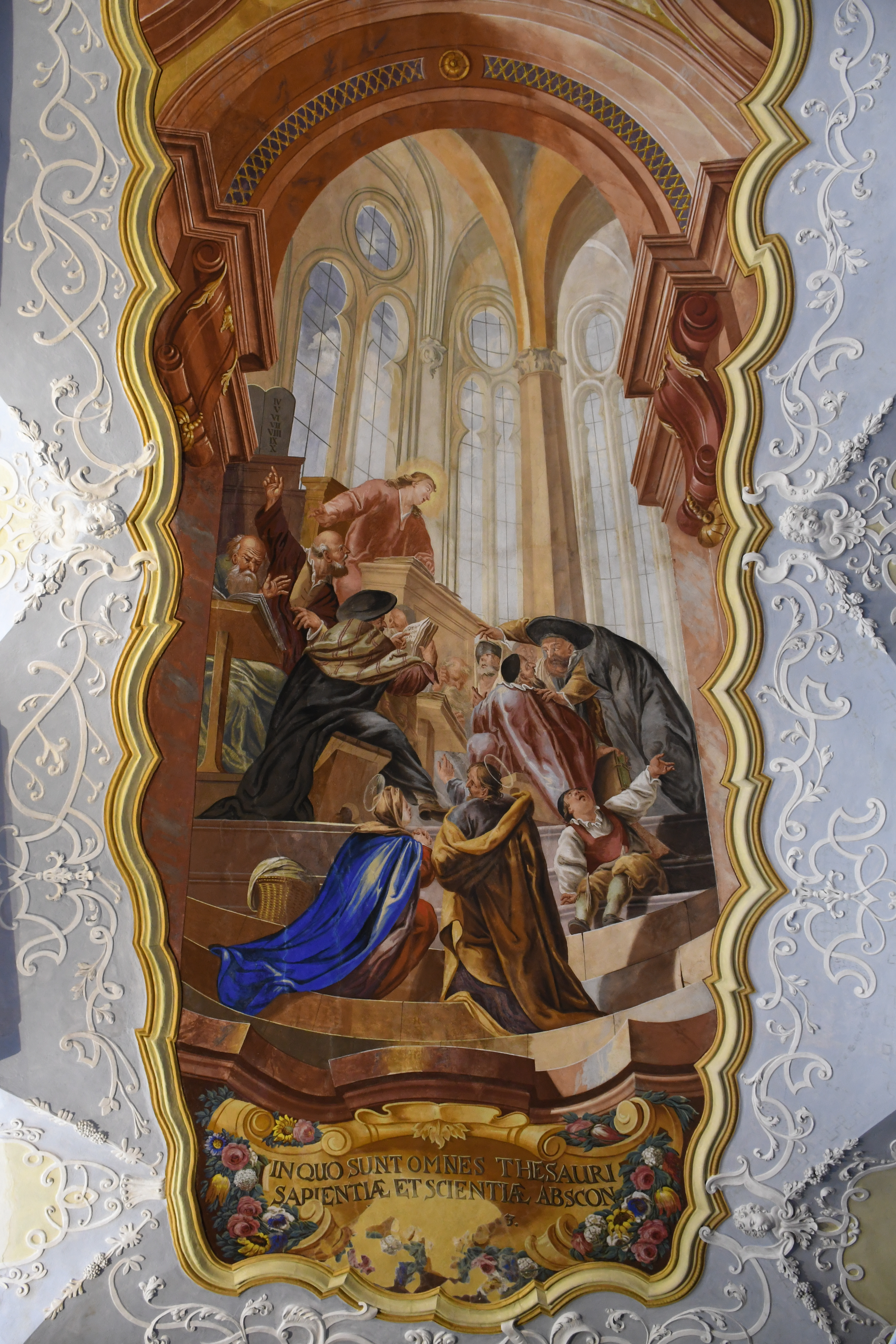
Dvanáctiletý Ježíš v chrámě, knihovna kláštera v Broumově

Narodil se v Praze na Kampě jako syn truhláře Kristiána Kováře. Otec pracoval na stavbách Dientzenhoferů, v roce synova narození dodal oltáře do kostela v Břevnově a ještě roku 1729 zhotovil dřevěné oltáře k Dientzenhoferově přestavbě malostranského kostela sv. Tomáše. Jan Karel pravděpodobně pracoval v otcově dílně, protože do učení k malíři Janu Adamovi Schöpfovi nastoupil teprve v 19 letech. V roce 1731 byl vyučen a pracoval jako tovaryš. Roku 1736 byl přijat za člena malostranského malířského cechu.. Patřil k nejproduktivnějším českým malířům své doby. Více než oltářní obrazy tvořil především fresky velkých formátů. Ač je považován za rokokového umělce, jeho tvorba vycházela ještě z vrcholného baroka: figurální scény jsou poučeny vzorem Václava Vavřince Reinera, koncepce prostoru jeho fresek vychází z kvadratur italského malíře Andrea Pozzy, obsahuje také geometricky komponované architektonické objekty, byť velmi zjednodušené.
Zemřel poměrně mladý a byl pohřben v ambitu kláštera augustiniánů u sv. Tomáše na Malé Straně, jehož kostel sloužil jako cechovní pro malostranské umělce.  

## Dílo
- Opakovaně pracoval pro Břevnovsko-broumovský klášter řádu benediktinů a jeho rezidence v kladenském zámku a v Lidicích.[4] ,
- V Broumovském klášteře benediktinů v letech 1739-1740 namaloval mnohé fresky:
  - v ambituː tři scény ze Svatováclavské legendy
  - v sále knihovny: scény Dvanáctiletý Kristus v chrámě a Proměnění na hoře Tábor. [5] [6]
- V pražském Břevnovském klášteře namaloval roku 1740 
  - Zázračné rozmnožení chlebů, freska v letním refektáři
  - Cyklus scén založení a donací klášterů v Břevnově, Broumově a v Legnickém Poli, fresky v ambitu
  - Výjevy ze životů sv. Benedikta a benediktinských světců, fresky v prelatuře
- Castrum doloris císaře Karla VI. pro Svatovítskou katedrálu v Praze (1740), návrh, lavírovaná kresba tuší, signovaná I C Kowarsch;[7] rytinu provedl Antonín Birkhardt
- Křesťanské ctnosti namaloval v sala terreně zámku ve Smečně
- Iluzivní malbou vymaloval kupoli kaple sv. Terezie v zahradě kláštera karmelitek při kostele sv. Josefa v Praze na Malé Straně (1745)
- Freska Obrácení svatého Ignáce z Loyoly se odehrává v iluzivně malovaném barokním interiéru s průhledem do krajiny a na bitvu u Pamplony; scénu rámuje profilovaný gotický oblouk kaple, zasvěcené svatému Ignáci, v chrámu svaté Barbory v Kutné Hoře. Fresku roku 1746 objednali jezuité z přilehlé rezidence. Autorství není jisté, bylo připsáno pode dokladu o Kovářově pobytu v Kutné Hoře.[4]
- Personifikace čtyř světadílů s andělem-poslem Spasitele, který jim nese nápis IPSE AUDITE (česky Toho poslouchejteǃ) pod iluzivní malbou kupole, v apsidě Kostel Nejsv. Salvátora v pražském Klementinu (1747), tamže ve cviklech dva štukové rámy s malbou personifikace Starého a Nového zákona [8]
- Cyklus výjevů ze života a Nanebevzetí sv. Jana Nepomuckého na klenbě kostela sv. Jana Nepomuckého Na Skalce v Praze na Novém Městě je pojatý jako jediná scéna s apoteózou svatého Jana v oblacích uprostřed a a mnoha scénami včetně zázraků po obvodu.[9]
- Cyklus scén ze života sv. Prokopa vymaloval v benediktinském klášteře v Sázavě (1749)
  - Skica Sv. Prokop se zjevuje papeži Inocenci II. k předchozímu cyklu se dochovala v grafické sbírce Národní galerie v Praze